# 인성왕후
인성왕후 박씨(仁聖王后 朴氏, 1514년 10월 28일(음력 10월 1일) ~ 1578년 1월 16일 (1577년 음력 11월 29일))는 조선 인종의 왕비이며 정식 시호는 효순공의인성왕후(孝順恭懿仁聖王后)이다.

## 생애

### 탄생과 세자빈 책봉
본관은 반남이며, 1514년(중종 8년) 금성부원군 박용(朴墉)과 박용의 두번째 부인인 문소부부인 김씨의 딸로 태어났다. 1524년(중종 18년) 왕세자빈에 책봉되었다. 당시 아버지 박용이 병을 앓았기 때문에 세자와 세자빈의 가례를 앞당기는 일과 관련해 중종실록의 사관이 이를 비판하였다. 세자빈 책봉 이후 경복궁 자선당(資善堂)에서 지냈으며 인종과의 사이에서 자녀를 두지는 못했다.

### 왕비 · 왕대비 시절
1544년 세자였던 인종이 즉위하면서 왕비로 책봉되었고 경복궁 자선당에서 교태전(交泰殿)으로 처소를 옮겼다. 1년 뒤인 1545년 인종이 승하하고 인종의 이복 동생인 명종이 즉위하면서 왕대비가 되었다. 1547년(명종 2년), 공의(恭懿)의 존호를 받아 공의왕대비가 되었다.

### 사망
1577년(선조 10년) 11월 29일, 경복궁 교태전에서 승하하였다. 죽기 전에 을사사화 당시 피해를 입은 인종의 외숙부인 윤임 등을 비롯해 계림군과 기타 대윤들을 신원해줄 것을 선조에게 호소하였다. 이로인해 을사사화때 훈신들의 공적이 삭제되고 화를 입은 자들이 대거 신원되었다.
 
을사년(1545년)의 공신을 삭제하고, 윤임(尹任) 【찬성】 ·유 【계림군】 등의 관작을 회복시키도록 명하였다.
이때 대비(인성왕후)의 병이 계속 낫지 않았는데도
궁인들이 대부분 을사 원종 공신(原從功臣)의 겨레붙이들이었으므로,
대비가 그 공신을 삭제하려는 것을 원망하여
언제나 상(선조)의 앞에서 대비의 증세가 심할 정도로 이르지 않았다고 아뢰었다.
하루는 상(선조)이 문안한 뒤에 그대로 나아가 뵙고서,
‘녹훈(錄勳)한 것은 바로 선조(先祖, 명종)에서 한 지극히 중대한 일이므로 감히 가벼이 고치지 못합니다.
외정(外廷)의 의논을 따르지 못하는 것도 이 때문입니다.’ 하니,
대비가 '견딜 수 없다(不堪)' 고 잇따라 부르짖으면서,
‘국가의 큰 일을 어찌 미망인(未亡人)을 위해서 가벼이 고칠 수 있겠소.’ 하였다.
상(선조)이 물러나서 계단에 미치지 못하였는데 대비가 소리를 내어 통곡하니,
상이 듣고 자리를 가져다가 계단 아래에 앉아 머리를 떨군 채 한동안 있다가 늙은 궁인을 불러 이르기를,
‘내가 사가에 있으면서 녹봉을 받아 먹으면 일생을 편안히 보낼 터인데
불행스럽게도 여기에 이르러 난처한 일을 만났다.’ 하였다.
며칠 후에 대비의 병이 위독해졌는데 대비가 탄식하여 말하기를,
‘나는 지하(地下)에서도 죄명(罪名)을 면하지 못하게 되었다.’ 하고, 말을 마치자 손발이 모두 싸늘해졌다.
궁인이 상에게 달려가 보고하니 상이 즉시 나아가 뵈었으나 이미 구할 수가 없게 되었다.
중전도 와서 서로 대하여 울었다.
상이 대비에게 아뢰기를, ‘녹훈을 삭제할 것이니 안심하고 병을 조리하소서.’ 하니,
대비가 기쁜 빛을 나타냈는데, 눈이 저절로 감겼다.
상이 물러가자 다시 깨어나서 사람을 보내어 상에게 사례하기를,
‘상의 은혜가 망극하여 보답할 바를 알지 못하겠소.’ 하였다.
다음날 대비가 승하하였다.— 《선조수정실록》 11권,
선조 10년(1577년 명 만력(萬曆) 5년) 11월 1일 (계축)

## 인성왕후가 등장하는 작품
- 《여인천하》 (SBS, 2001년~2002년, 배우:신은정)

## 가족 관계
| - 조부 : 박치(朴䎩, 1440∼1499) - 조모 : 창녕 성씨(昌寧 成氏, 생몰년 미상) - 아버지 : 금성부원군(錦城府院君) 박용(朴墉, 1468~1524) - 외조부 : 김익겸(金益謙, 생몰년 미상) - 외조모 : 의령 남씨(宜寧 南氏, 생몰년 미상) - 어머니 : 문소부부인(聞韶府夫人) 의성 김씨(義城 金氏, 1490~1550) | - 남편 : 인종(仁宗, 1515~1545) |